# Luhove
Luhove  (ucraniano: Лугове) es una localidad del Raión de Bilhorod-Dnistrovskyi en el Óblast de Odesa de Ucrania. Según el censo de 2001 tenía una población de 53 habitantes.